# История дельфина
«История дельфина» (англ. Dolphin tale) — семейная драма, повествующая о судьбе дельфина Винтер. Фильм основан на реальных событиях. Премьера состоялась 23 сентября 2011 года. Режиссёр — Чарльз Мартин Смит. Продюсерами стали Брэд Аренсмен, Дэвид Йэтс. В главных ролях — Нейтан Гэмбл, Гарри Конник мл., Эшли Джадд, Крис Кристофферсон.

## Сюжет
Мальчик, Сойер Нельсон (Нейтан Гэмбл), помогает Винтер, раненой самке-дельфину, которая потеряла хвост, в результате того, что запуталась в крабовую ловушку во Флориде. Он мотивирует всех вокруг на помощь дельфину, создание протеза хвоста, который позволит ей выжить. Гарри Конник мл. играет ветеринара, который помогает морским животным, Эшли Джадд — мать мальчика, Морган Фриман — доктор-протезист, создающих аналог хвоста для Винтер. Продолжение следует.

## В ролях
- Нейтан Гэмбл — Сойер Нельсон
- Кози Зулсдорф — Хейзел Хаскет
- Эшли Джадд — Лореан Нельсон
- Гарри Конник мл. — доктор Клэй Хаскет
- Крис Кристофферсон — Рид Хаскет
- Морган Фриман — доктор Кеммерн Маккарти

## Продолжение
18 июня 2013 Warner Bros объявила о планах продолжения фильма под названием «История дельфина 2», релиз которого состоялся в сентябре 2014 года.